# Геральдична ввічливість

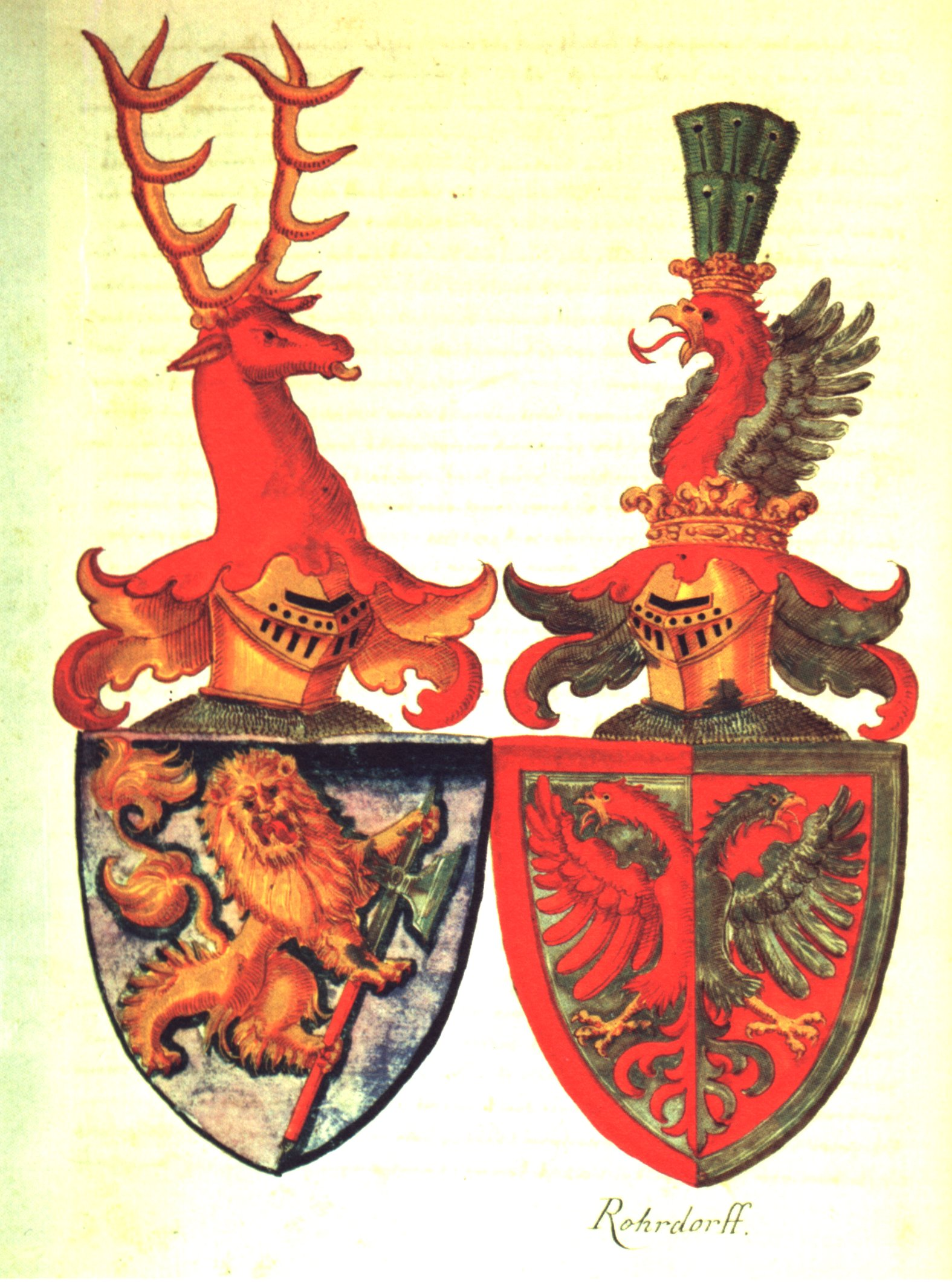
Герб союзів створювався за геральдичної ввічливсоті

Термін геральдична ввічливість позначає модифікацію герба, зроблену для естетичних цілей, рівноваги або гармонії.

## Кілька прикладів

### Герб Альянсу
Геральдична ввічливість було звичним явищем для герба одруженої жінки, коли вона використовувала об'єднаний герб свого чоловіка справа і свого батька зліва, або вживає клейноди чоловіка і батька.
Коли на гербі чоловіка фігурував лев або чотиринога істота (які зазвичай спрямовані праворуч), вони виходили відвернутими від сімейних фігур дами. Із ввічливості було вирішено розвертати цих левів чи чотириногих істот, щоб змусити їх виглядати або рухатися до фігур дами - насправді тоді весь герб розвертали.
Таким прикладом може бути і орел який повертає голову ліворуч до центра щита.
Так само було звично повертати клейнод чоловіка, щоб не повертати його спиною до клейноду дружини. Це правило все ще застосовується в країнах, де на щиті іноді є 2, 3, 5, 7 влейнодів. Потім праворуч обходять стороною ввічливості, приймаючи позицію обличчя в обличчя з лівими шоломами.

Герб Марії де Брабант, королеви Франції (1275-1285).
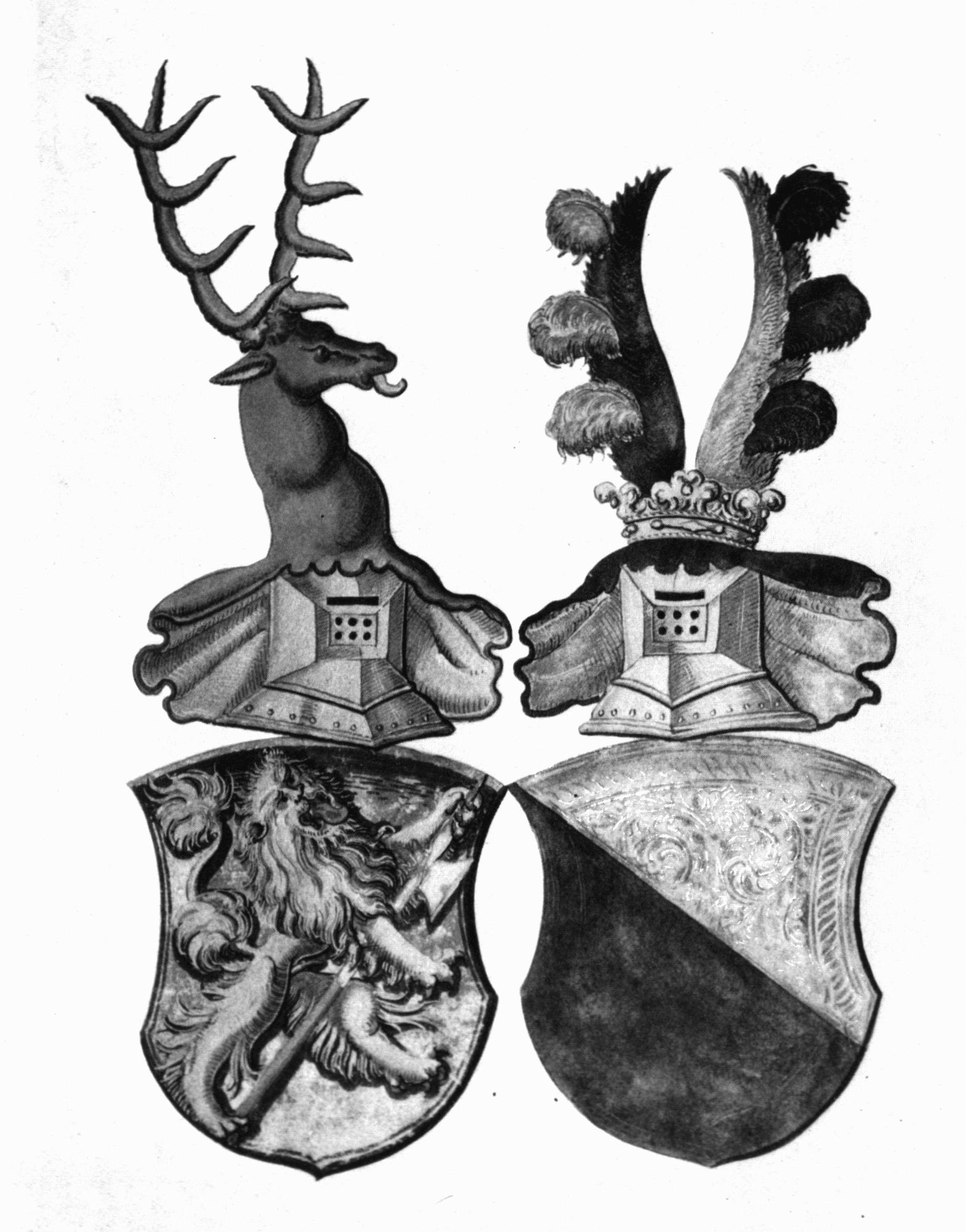
Герб чоловіка розвернули з геральдичної ввічливості.
Герб французької комуни Буксвіллер - Нижній Рейн.
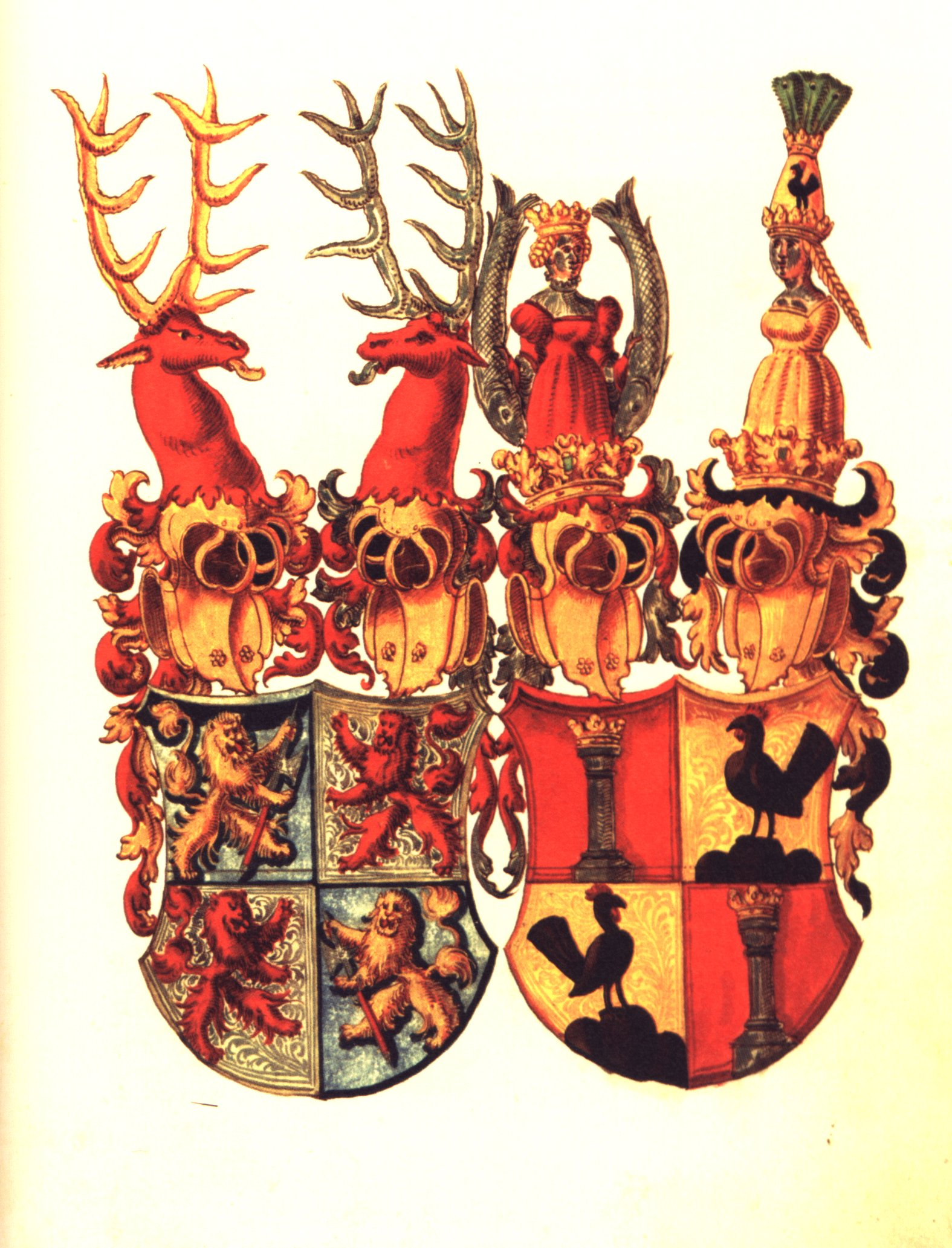
Альянсовий герб родини Ціммерн [Архівовано 31 серпня 2021 у Wayback Machine.].

### Герб герцогів Гелдерландських та Жульєрських
Ми можемо зустріти цей випадок у гербі з кількома полями, що представляють провінції або королівства великого володаря: якщо трапляється, що два леви таким чином стоять поруч, трапляється, що ми обертаємо правого із ввічливості для провінції або королівства, представленого лівим левом. Однак він рідше зустрічається у четвертиного герба, ніж у розділеного.

Герцогство Гелдерланд.
Герб герцогів Гелдерландських та Жульєрських.
Герцогство Жульє.
Герб Лотарингії в 1473 р. У поєднанні з Гельдре-Жульє.

### Герб Ельзас-Лотарингії та Ельзасу

#### Ельзас-Лотарингія

Герб Рейхсландії Ельсас-Лотрингії

Офіційно прийнятий в 1891 році герб Імперської землі Ельзас-Лотарингія. Герб, увінчаний княжою короною, на грудях німецького імператорського орла, увінчаного імператорською короною. Вони поєднують в собі герби Верхнього та Нижнього Ельзасу, обернені геральдичною ввічливістю щодо Лотарингії. Ці герби фактично були скасовані, коли ця територія була повернута Франції у 1919 році.

#### Ельзас
Інший приклад - герб Ельзасу. На старому гербі Ельзасу потрібно було поєднати два інших герби, кожен з перев'язом. Поставити їх поруч без інверсії було б непривабливо. Звідси розворот герба Нижнього Ельзасу. Окрім естетичної проблеми, яка, майже напевно, виникла при погляді на герби Нижнього і Верхнього Ельзасу, ми можемо вважати, що в поєднаному щиті, що містить смугу в кожному з напівполів, у правому полі відбувається поворот ліворуч і що, як ввічливість, дозволяє фігурі "дивитися" на лівий прев'яз.

Прапор Нижнього Ельзасу.
Колишній герб регіону Ельзас.
ПрапорВерхнього Ельзасу.
Сучасний герб регіону Ельзас.

Це не єдина свобода, яку може отримати художник у питаннях геральдичної ввічливості. Дійсно, певна свобода щодо зміни розміру певних негеральдичний фігур або щита дозволяється художнику в естетичних цілях. Приклади:

### Монморансі та їхні аеріони
Монморенсі та їхні аеріони, які протягом століть зросли від чотирьох до шістнадцяти. Їх потрібно було розмістити в чвертях, а частини 3 та 4 - зменшити в розмірі, щоб мати можливість бути представленими в повному обсязі.

Герб Матьє де Монморансі (1160).
Герб Матьє II де Монморансі.
Монморансі-Лаваль.

### Галерея

Герб Жана Люксембурзького, зроблений під час його шлюбу з бельгійською принцесою Жозефін-Шарлоттою (1953) ("Лев  обернувся ввічливістю).
Щит Марії Угорської, оточений ввічливим шнуром срібних вдовжувачів, і штампований короною.
Нонзевіль: Партія Аргентина в барі Лазурний, заряджений трьома трояндами Аргентес або Або вигин Гюлес, заряджений трьома оповіщеннями Аргента, N гулів, що знежирені в основі. Капітул собору Сен Діє несе смужку лазурового кольору, заряджену трьома срібними трояндами. Тут, з геральдичної ввічливості, група перетворена на бар.

### Пов’язані статті
- Геральдика
- Кільце-печатка
- Асоціація гербів

### Зовнішні посилання
- Приклади групи, перетвореної на бар, з люб’язності геральдики :
  - Нонзевіль [Архівовано 26 травня 2009 у Wayback Machine.]
  - Ельзас [Архівовано 26 січня 2021 у Wayback Machine.]
  - Десторд [Архівовано 5 червня 2009 у Wayback Machine.]

### Внутрішні посилання
- Нонзевіль
- Ельзас
- Десторд